# Шугартаун (Луїзіана)
Шугартаун (англ. Sugartown) — переписна місцевість (CDP) в США, в окрузі Борегард штату Луїзіана. Населення — 33 особи (2020).

## Географія
Шугартаун розташований за координатами 30°50′24″ пн. ш. 93°0′45″ зх. д. / 30.84000° пн. ш. 93.01250° зх. д. (30.840061, -93.012615).  За даними Бюро перепису населення США в 2010 році переписна місцевість мала площу 5,08 км², з яких 5,07 км² — суходіл та 0,00 км² — водойми.

## Демографія
Згідно з переписом 2010 року, у переписній місцевості мешкали 54 особи в 24 домогосподарствах у складі 11 родини. Густота населення становила 11 осіб/км².  Було 34 помешкання (7/км²).
Расовий склад населення:
| - 90,7 % — білих - 3,7 % — корінних американців - 1,9 % — чорних або афроамериканців - 1,9 % — осіб інших рас |

До двох чи більше рас належало 1,9 %. Частка іспаномовних становила 0,0 % від усіх жителів.
За віковим діапазоном населення розподілялося таким чином: 24,1 % — особи молодші 18 років, 57,4 % — особи у віці 18—64 років, 18,5 % — особи у віці 65 років та старші. Медіана віку мешканця становила 36,3 року. На 100 осіб жіночої статі у переписній місцевості припадало 134,8 чоловіків;  на 100 жінок у віці від 18 років та старших — 141,2 чоловіків також старших 18 років.
Цивільне працевлаштоване населення становило 0 осіб. 